# Lathriovelia
Lathriovelia is een geslacht van wantsen uit de familie beeklopers (Veliidae). Het geslacht werd voor het eerst wetenschappelijk beschreven door Andersen in 1989.

## Soorten
Het genus bevat de volgende soorten:

- Lathriovelia capitata Andersen, 1989
- Lathriovelia pronota Y. C. Gupta & Y. K. Gupta, 2007
- Lathriovelia rickmersi Kovac & Yang, 2000